# Hymn (disco de Sarah Brightman)
Hymn (en español: Himno) es el duodécimo álbum de estudio de la soprano inglesa Sarah Brightman y el primero desde Dreamchaser de 2013. La brecha de cinco años entre ambos álbumes de estudio marca la pausa más larga de Brightman entre lanzamientos de estudio. Este álbum marca la novena colaboración de estudio de Brightman con el productor Frank Peterson. El álbum fue lanzado el 9 de noviembre de 2018, ingresando en el N°1 tanto en los Álbumes Crossover Clásicos de Billboard como en los Álbumes Clásicos en general, lo que convierte a Brightman en la artista femenina con más N°1 en ambas listas.

## Datos Precedentes
Brightman lanzó su undécimo álbum de estudio Dreamchaser a principios de 2013. Marcó un punto de partida de su material anterior al explorar nuevos sonidos y colaborar con los productores Mike Hedges y Sally Herbert después de veinte años de trabajo continuo con Frank Peterson. El álbum obtuvo elogios de los críticos, algunos lo consideraron el trabajo más fuerte de Brightman hasta la fecha. Para promocionar su nuevo material, Sarah se embarcó en una gira mundial de dos años, bajo el nombre de "Dreamchaser World Tour". La gira de conciertos consistió en 106 espectáculos en veintitrés países, convirtiéndose en la segunda más grande de Brightman en su carrera. En 2015, se esperaba que Brightman viajara a la Estación Espacial Internacional, pero canceló el viaje por motivos personales.
En 2016 y 2017, Brightman se embarcó en dos giras de conciertos más: Gala: An Evening with Sarah Brightman y Royal Christmas Gala junto a Gregorian e invitados especiales. Ambas giras de conciertos sirvieron como promoción de su álbum de grandes éxitos, editado solo en Japón, Gala - The Collection. La grabación de su nuevo disco tuvo lugar durante estos dos años.

## Producción y Grabación
Según el sitio web de Brightman, las conversaciones sobre un nuevo álbum comenzaron a principios de 2016. Peterson comenzó a hablar con Brightman sobre la creación de un nuevo álbum, pero no estaba segura de hacerlo. Brightman, que tenía la intención de lanzarse en una futura misión de vuelo espacial orbital a la Estación Espacial Internacional, había detenido su entrenamiento de cosmonauta en Rusia, lo que la dejó sintiéndose vulnerable y agotada. Después de un tiempo en Florida, Brightman y Peterson decidieron comenzar un nuevo proyecto musical, adoptando un sonido edificante y optimista.
La producción del álbum se anunció oficialmente el 9 de diciembre de 2016. Una foto de Sarah en el Nemo Studio en Hamburgo, Alemania, se subió a su página de Facebook con la leyenda "El comienzo de algo especial".  Se cargaron fotos adicionales a medida que avanzaba el mes. El 3 de enero de 2017, la página oficial de Facebook de Sarah subió una foto de la cantante trabajando junto al productor Frank Peterson. Este evento marcó la novena colaboración de estudio de Brightman y Peterson y la primera desde el álbum de 2008 A Winter Symphony.
Las actualizaciones de la producción del álbum continuaron a lo largo del año. El 23 de febrero de 2017, Peterson subió una foto a su página de Facebook, revelando que las sesiones de grabación se estaban llevando a cabo en Village Studios . El 9 de marzo de 2017, se subió a su sitio web y medios de comunicación una foto de Sarah acompañada por el coro Spirit of David en un estudio de Los Ángeles. Las fotos del estudio y las sesiones de grabación se cargaron en Internet el 5 de abril, el 15 de abril y el 13 de junio de 2017, junto con información mínima. El 30 de octubre de 2017, se anunció que la grabación del álbum continuaría en los estudios Abbey Road junto a la Orquesta Sinfónica de Londres. Patrick Hawes, Steve Sidwell y Paul Bateman también fueron mencionados como contribuyentes a la producción del álbum.
La grabación de estudio de Brightman tuvo que ser pausada debido a su participación en la gira de conciertos coencabezados con Gregorian y otros invitados en la Royal Christmas Gala, durante los meses de noviembre y diciembre de 2017. Brightman regresó a la fase de producción el 10 de enero de 2018, según se informó en su sitio web. Unos días después, se informó que Tom Lord-Alge estaba contribuyendo en la fase de grabación del álbum de estudio y que se estaba grabando en Spank Studio, en South Beach, Florida.  El proceso de grabación se llevó a cabo en un total de siete ciudades: Hamburgo, Miami, Londres, Vancouver, Los Ángeles, Nueva York y Budapest.
El 20 de junio se informó que la sesión de fotos del álbum se había realizado en la Iglesia Prioral de San Bartolomé el Grande (St Bartholomew the Great) en Londres.  El 3 de julio de 2018, Sarah anunció a través de Twitter que la fase de grabación había terminado.

## Música y Letras
Durante una entrevista telefónica con la revista brasileña Destak, Brightman dijo que el sonido del álbum tendría similitudes con su primer material en solitario, Timeless (1997) y Eden (1998), lo que indica un enfoque clásico y operístico. En esa misma entrevista, Brightman dijo que el concepto del álbum se centraba en lograr una sensación de seguridad y optimismo en medio de un mundo distópico.  Estos temas se inspiraron después del viaje cancelado de Brightman a la Estación Espacial Internacional y toda su preparación.
Brightman describió este álbum como "excitantemente ecléctico, que abarca muchos estilos diferentes" durante una entrevista de prensa. "Cada proyecto que he hecho proviene de un lugar emocional, y quería hacer algo que sonara muy hermoso y edificante. Para mí, 'Hymn' sugiere alegría, un sentimiento de esperanza y luz, algo que es familiar y seguro, y espero que el sentimiento resuene a través de la música".
Algunas canciones del álbum constan de versiones de piezas variadas de diferentes décadas. La canción principal pertenece a la banda británica de rock progresivo Barclay James Harvest. El lanzamiento también incluye canciones de compositores modernos como Eric Whitacre ("Fly To Paradise"), el músico y compositor japonés Yoshiki ("Miracle") y el DJ alemán Paul Kalkbrenner ("Sky and Sand"). El álbum se cierra con una nueva interpretación del éxito característico de Brightman, "Time To Say Goodbye", cantando letras que ella misma escribió. En esta versión Brightman hace una versión menos operística sobresaliendo su voz de pecho en gran parte de la canción y a diferencia de la versión de 1997 con Andrea Bocelli graba esta canción en inglés por segunda vez (Fue grabada y comercializada en inglés en el año 2000 en el Ep Timeless Collection).

## Singles
"Sogni" fue lanzado como el primer sencillo del álbum como una colaboración entre Brightman y el tenor francés Vincent Niclo. El compositor y productor Frank Peterson describió la canción operística como "una mezcla" (a mash-up) de dos arias de dos óperas diferentes del compositor francés Georges Bizet. La pista fue lanzada en todo el mundo el 17 de septiembre como descarga digital y también estuvo disponible para transmisión.
El 18 de octubre, se lanzó la canción principal del álbum como segundo sencillo oficial. La canción tuvo un estreno exclusivo en Parade Magazine y se lanzó a los servicios de transmisión al día siguiente. El sencillo es una versión del éxito de Barclay James Harvest y parte de su exitoso álbum, Gone to Earth. Según The Telegraph, la canción fue presentada por primera vez a Brightman como parte de un mixtape de Peterson. Esto fue durante la década de 1980, antes de que ambos artistas comenzaran a trabajar juntos. El mixtape funcionó como una introducción del trabajo de Peterson a Sarah.

## Liberación
El 17 de mayo de 2017, Sarah volvió a lanzar el foro comunitario para los fanáticos después de varios años de ausencia, en el que se anunció el título del álbum, junto con la leyenda "Otoño de 2018" (Fall 2018), indicando una posible fecha de lanzamiento. El foro también funciona como una fuente de contenido exclusivo, noticias de álbumes y detrás de escena, especialmente para sus miembros. El 20 de agosto de 2018, la revista brasileña Gazeta do Povo publicó una entrevista a Brightman, en la que se decía que el álbum se lanzaría en el mes de octubre. Sin embargo, más tarde se confirmó que el lanzamiento del álbum sería el 9 de noviembre de 2018 en formato de CD y descarga digital, así como vinilo. El 17 de septiembre, se anunció la portada del álbum y su lista de canciones junto con el relanzamiento de la página web.

## Promoción
La campaña de promoción del álbum comenzó el 26 de septiembre en la ciudad de Nueva York, donde Brightman realizó una entrevista con la serie Build. Se hicieron entrevistas adicionales con ABC Action News, y la actriz Bonnie Laufer Krebs.

## World Tour
El 6 de agosto de 2018, Brightman anunció su regreso al continente americano después de cinco años, junto con su gira promocional Hymn: Sarah Brightman In Concert. La gira de conciertos incluye fechas en Brasil, Chile y Argentina en los meses de noviembre y diciembre. Hubo que agregar una segunda fecha en Buenos Aires debido a la abrumadora demanda. El 17 de septiembre, junto con el anuncio oficial de la fecha de lanzamiento del álbum, también se anunciaron las fechas de la gira por América del Norte. El 12 de noviembre, con el lanzamiento oficial de 'Miracle', se anunció en su Instagram oficial que la gira llegaría a Japón en abril de 2019.

## Evento de Cine y Televisión
El 10 de septiembre, Brightman anunció a través de Facebook que se realizaría un espectáculo especial en Baviera, Alemania y que también se filmaría. El concierto tuvo lugar el 21 de septiembre en el Musiktheater Füssen e incluyó a invitados especiales como Mario Frangoulis, Vincent Niclo, Narcis y Yoshiki. El concierto filmado se proyectó en los cines el 8 de noviembre, un día antes del lanzamiento del álbum. El concierto cinematográfico de 90 minutos se proyectó en más de 450 cines en los Estados Unidos para esa única fecha. También se transmitió por PBS en fechas determinadas.

## Lista de Canciones
| Edición Estándar |                                                     |          |  |
| N.º              | Título                                              | Duración |  |
| 1.               | «Hymn Overture»                                     | 1:02     |  |
| 2.               | «Hymn»                                              | 4:27     |  |
| 3.               | «Sogni» (featuring Vincent Niclo)                   | 4:18     |  |
| 4.               | «Sky and Sand»                                      | 4:12     |  |
| 5.               | «Canto Per Noi»                                     | 3:21     |  |
| 6.               | «Fly to Paradise» (featuring Eric Whitacre Singers) | 5:13     |  |
| 7.               | «Gia nel seno (La storia di Lucrezia)»              | 3:09     |  |
| 8.               | «Follow Me»                                         | 3:59     |  |
| 9.               | «You»                                               | 3:30     |  |
| 10.              | «Better Is One Day»                                 | 3:51     |  |
| 11.              | «Tu Che M'Hai Preso Il Cuor»                        | 2:43     |  |
| 12.              | «Miracle» (featuring Yoshiki)                       | 4:52     |  |
| 13.              | «Time to Say Goodbye (2018 Version)»                | 4:15     |  |

| Japanese edition and iTunes bonus tracks |                             |          |  |
| N.º                                      | Título                      | Duración |  |
| 14.                                      | «Done» (pop version)        | 3:41     |  |
| 15.                                      | «Sky and Sand» (Pedi Remix) | 3:48     |  |

| Target exclusive edition bonus tracks |               |          |  |
| N.º                                   | Título        | Duración |  |
| 14.                                   | «Watermark»   | 2:30     |  |
| 15.                                   | «Sleep Tight» | 3:37     |  |

| World Tour Limited Edition bonus track |                 |          |  |
| N.º                                    | Título          | Duración |  |
| 14.                                    | «Vide Cor Meum» | 4:26     |  |

## Charts
| Chart (2018)                                 | Peak position |
| -------------------------------------------- | ------------- |
| Australian Classical Crossover Albums (ARIA) | 7             |
| Bélgica (Ultratop flamenca)                  | 119           |
| Bélgica (Ultratop valona)                    | 145           |
| Canadá (Billboard Canadian Albums)           | 29            |
| Alemania (Offizielle Top 100)                | 61            |
| Japan Hot Albums (Billboard Japan)           | 43            |
| Japón (Oricon)                               | 23            |
| Escocia (Scottish Albums Chart)              | 87            |
| South Korean Albums (Gaon)                   | 99            |
| Corea del Sur (Gaon)                         | 7             |
| Spanish Albums (PROMUSICAE)                  | 60            |
| Suiza (Schweizer Hitparade)                  | 36            |
| Estados Unidos (Billboard 200)               | 50            |
| Estados Unidos (Top Classical Albums)        | 1             |
| US Billboard Top Album Sales                 | 11            |